# 国民经济学批判大纲
《国民经济学批判大纲》，亦译《政治经济学批判大纲》，1843年底至1844年1月作成，是恩格斯的首篇政治经济学论文。论文从社会主义的观点出发，考察资本主义社会经济制度的基本现象，认为这些现象只是私有制统治的必然结果；只要私有制存在一天，一切都会归结为竞争。文中认为马尔萨斯的人口论是“对自然和人类的恶毒的诬蔑”，声称资本主义社会“人口过剩或劳动力过剩是始终同财富过剩、资本过剩和地产过剩联系着的”，马克思评价这部著作是批判经济学范畴的“天才大纲”，标志着恩格斯世界观的根本转变。有何思敬中文译本。